# Pastillas antidepresivas, religiones y demás... para el alma
Pastillas antidepresivas, religiones y demás... para el alma es el segundo álbum de la banda costarricense Inconsciente Colectivo, publicado en 1998. El disco representó un cambio bastante significativo con respecto a la formación: a partir de este disco el grupo adoptó una estructura de trío con la incorporación de Eduardo Carmona en el bajo y de Rafa Ugarte en la batería, trayendo consigo una nueva propuesta y un sonido algo distinto con respecto a la anterior producción.

## Contenido
Pastillas antidepresivas, religiones y demás... para el alma es un disco doble; contiene 18 canciones, de las cuales se extrajeron como sencillos "Reencarnación", "Cautiva de mar", "Condición" y "Se me puede olvidar".
Terminó en la posición no. 67 entre los 200 mejores discos en la historia de la música hecha en Costa Rica, siendo el disco que más alto se ubicó de la discografía del grupo.
El disco contiene una pista de multimedia incluida en el 2.º disco.

## Lista de canciones
Todos los temas compuestos por Pato Barraza:
- Disco 1

1. "Reencarnación" - 4:14
2. "Déjalo" - 4:22
3. "Cautiva de mar" - 3:42
4. "Condición" - 5:35
5. "Se me puede olvidar (Big Stick Policy)" - 5:18
6. "Ella me hace volar" - 4:33
7. "Solo queda rezar" - 4:40
8. "No podrás" - 4:12
9. "Ayer" - 4:48
10. "Dejar de caer" - 4:58
11. "Requiém" - 4:10
12. "Seguirá" - 3:56
13. "Ansiedad" - 2:46

- Disco 2

1. "Nada más" - 5:18
2. "Atémoslo" - 4:31
3. "Planeta nadie" (instrumental) - 4:11
4. "Psicodelia" - 6:32
5. "No va a pasar" - 4:07

## Músicos
- Pato Barraza: Voz, coros, guitarras acústicas, guitarras eléctricas y de 12 cuerdas; teclados y programación de secuencias.
- Eduardo Carmona: Bajo y coros
- Rafa Ugarte: Batería y coros

### Músicos invitados
- Roy Rodríguez: Solo de guitarra eléctrica en "Cautiva de mar"
- Francesca Agostini: Flauta Traversa en "Cautiva de mar"
- Oscar Marín: Solo de guitarra eléctrica en "Condición", "Déjalo", "Solo queda rezar", "Psicodelia" y "Reencarnación"
- Marco Chinchilla: Solo de guitarra eléctrica en "Ella me hace volar" y "Dejar de caer"
- Alberto "Pantera" Castillo: Solo de guitarra eléctrica en "Déjalo" y "Psicodelia"
- Jose Solano, Jose Luis Carballo, Astrid Rodríguez: voces de noticias en "Solo queda rezar"
- José Capmany: Voz en "Atémoslo"
- Marta Fonseca: coros en "Ayer"
- Antonio "Toñin el artista" Rojas: solo de Hammond en "Dejar de caer"
- Bernardo Quesada: percusión en "Dejar de caer" y "No podrás"
- Ricardo Nieto: guitarra eléctrica en "Seguirá"
- Alejandro Acuña: Batería en "Nada más"
- Pablo León: Bajo en "Nada más"
- Ernesto Nuñez: Trompetas en "Nada más"
- Henry D´Arias, Bernardo Quesada, Luis Montalbert-Smith y Anna Sinnigaglia: voces solistas en "No podrás"
- Ricardo Ramírez: Violines y violas en "Requiém"
- Angela Ramírez: Chelo en "Requiém"

## Créditos
- Producción ejecutiva: Jose Solano
- Productor artístico: Pato Barraza
- Coproductor: Oscar Marín
- Ingeniero de Sonido: Oscar Marín
- Todos los temas grabados por Oscar Marín excepto las baterías en 9 y 17, grabadas por Elías Campos y los bajos por Daniel Brenes
- Todos las canciones grabadas en los Estudios de Marsol Records en San José, Costa Rica excepto "Nada más", grabada en Primera Generación Records Guatemala
- Todas las canciones fueron mezcladas en Marsol Records por Oscar Marín y Pato Barraza, excepto 4 mezclada en The Mix por Oscar Marín y Pato Barraza. 3, 6 y 11 mezcladas por Carlos Domínguez en Arte Studio
- Masterizado en Gesdisa Guatemala por Fernando Quijiwitz
- Música y letra de todos los temas: Pato Barraza
- Fotografía y diseño: Clea Eppelin
- Montaje y diagramación: Gabriel Borel